# Пневматическая железная дорога

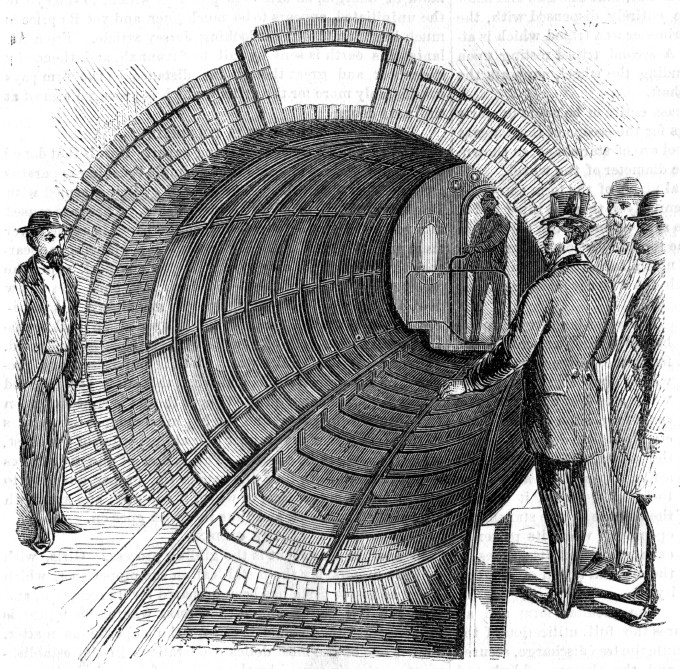
Эскиз тоннеля Нью-Йоркской Beach Pneumatic Transit

Пневматическая железная дорога, атмосферическая железная дорога — железная дорога, подвижной состав которой приводится в движение энергией сжатого или разреженного воздуха. В настоящее время по технологическим и экономическим причинам эта идея не нашла широкого применения на железных дорогах, однако в истории известны случаи более или менее успешной эксплуатации данного вида транспорта.

## Преимущества и недостатки воздушной тяги
Среди преимуществ можно назвать экологичность такого вида тяги и возможность достичь более высоких скоростей по сравнению с паровозами, работавшими в те времена, когда делались попытки реализовать идею пневматических железных дорог. Теоретически, сжатый воздух может быть получен с использованием экологически чистой энергии (например, солнца или ветра).
Серьёзной проблемой, не позволившей концепции пневматических железных дорог найти широкое применение, является низкий КПД и сложность обслуживания подобных дорог.

## История
Идейным вдохновителем концепции пневматического транспорта считается английский инженер Джордж Мэдхерст, в начале XIX века предложивший проект железной дороги, на которой поезд приводился бы в движение за счёт энергии сжатого воздуха. Между рельсами предполагалось разместить трубу, имеющую специальный разрез в верхней части по всей её длине. В трубе должен был находиться поршень, соединённый через разрез с вагоном-тележкой. Нагнетание в трубу воздуха приводило бы поршень, а следовательно и вагон, в движение. Разрез в трубе закрывал специальный клапан-затвор.
Первая модель подобной дороги была построена в 1834 году американцем Генри Пинкасом. От идей Мэдхерста она отличалась лишь тем, что движение поршня обеспечивалось не повышением давления в трубе за поршнем, а созданием разрежения воздуха впереди него, то есть поршень как бы всасывался в трубу по направлению движения. Несмотря на успешное испытания модели, реальная пневматическая дорога построена так и не была.
Первопроходцами практического воплощения теории пневматической дороги стали изобретатели Сэмюэл Клегг и Якоб Сэмюд — в 1840 году они завершили строительство опытной пневматической железной дороги, получившей имя Birmingham, Bristol & Thames Junction Railway. Длина её составляла один километр (по некоторым источникам — два).

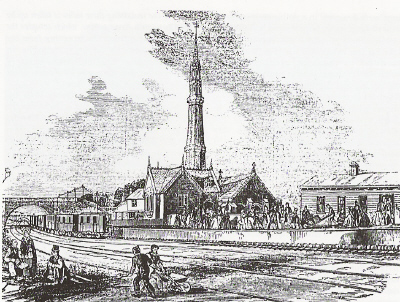
Насосная станция на железной дороге London and Croydon Railway

Последующие реализации пневматической железной дороги:
- Dalkey Atmospheric Railway (en) — открыта 29 марта 1844 года, закрыта 12 апреля 1854-го. Дорога длиной 2,8 км являлась продолжением линии Дублин — Кингстаун до города Далки в Ирландии. Паровой насос мощностью 100 лошадиных сил на станции Далки создавал разрежение воздуха в трубе, за счёт которого поезд поднимался в гору до находящихся там каменоломен. При этом скорость достигала 64 км/ч. Состав массой 60 тонн развивал вдвое меньшую скорость. Обратно поезд ехал под уклон, под действием земного притяжения.[3] Против строительства этой дороги возражал Джордж Стефенсон, доказывавший техническую и экономическую несостоятельность проекта в сравнении с локомотивной тягой, однако дорога была все же построена. Но вскоре эксплуатация в зимних условиях показала ее ненадежность: чаще всего из строя выходил продольный клапан тяговой трубы, поезда останавливались и приходилось использовать вспомогательные паровозы для их передвижения[1].
- London and Croydon Railway (en) — создана в 1845 году на базе существовавшей ранее обычной железной дороги. Функционировала до 1847 года, демонтирована в 1851 году. Длина дороги составляла 12 км. На её протяжении имелись три насосных станции. Эксплуатация этой дороги обходилась в два с половиной раза дороже обычной железной дороги, а пропитанные жиром кожаные прокладки на трубопроводах постоянно прогрызали крысы, и создаваемое системой разрежение пропадало[4].

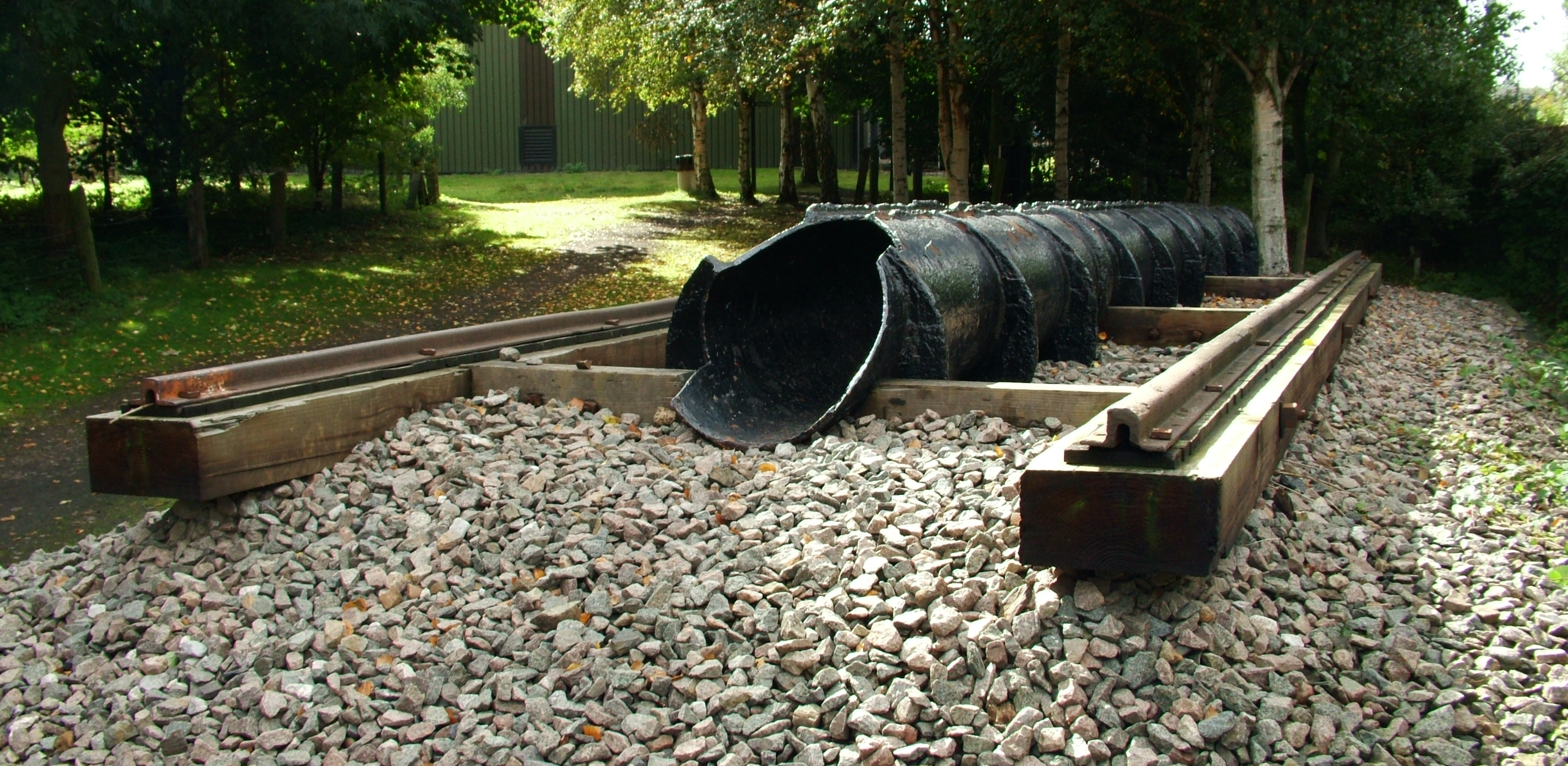
Реконструированный участок South Devon Railway

- South Devon Railway (en) — также являлась обычной железной дорогой переоборудованной под пневматическую тягу, использовавшуюся с 13 сентября 1847 года по 9 сентября 1848-го. Здания насосных станций сохранились до нашего времени. Длина дороги — 32 км.
- Участок Paris-Saint-Germain railway во Франции длиной 8,5 км. Функционировал с 1847 по 1860 гг.

The road has now been in operation five years, and so safely and so well has it worked that the experiment is regarded as entirely successful.
Уже 5 лет дорога работает настолько хорошо и надёжно, что эксперимент следует признать успешным.
(Нью-Йорк Таймс о французской пневматической железной дороге, 1852 год)
Существовал и другой вариант воздушной тяги на железной дороге, который также был предложен Джорджем Мэдхерстом — в качестве поршня в трубе предлагалось использовать сами вагоны поезда. Это снимало проблему герметичности клапана, закрывающего разрез на верхнем крае трубы. Демонстрационная модель такой дороги длиной 46 метров была построена в 1826 году англичанином Валлансом в Брайтоне.
Существовали ещё две практических реализации подобного принципа:
- Crystal Palace pneumatic railway (en) — большая демонстрационная модель, созданная осенью 1864 года англичанином Томасом Рэммэлом в Лондоне — тоннель длиной 550 м и диаметром около 3 м. Насос мощностью 60 лошадиных сил одновременно создавал давление и разрежение, достаточные для того, чтобы разогнать вагон до 40 км/ч.

- Beach Pneumatic Transit (en) — демонстрационная линия в американском Нью-Йорке, построенная в 1870 году. Являлась первой попыткой создания подземного общественного транспорта в этом городе.

### Россия
В России попытка применить воздух в качестве железнодорожной тяги была несколько иной — в 1861 году на Александровском заводе Петербурга был построен локомотив, который должен заменить паровоз и приводиться в движение не паром, а сжатым воздухом. Изобретатель такого локомотива, названного «духоходом», был С. И. Барановский. Сжатый воздух хранился в 34 баллонах, погруженных на специальный прицепной вагон. Запаса хода хватало на 2-3 часа. После проведенных испытаний поезда, ведомые «духоходом», курсировали между Петербургом и Царским Селом до лета 1862 года. В дальнейшем подобных попыток в истории нашего железнодорожного транспорта не делалось.